# Tabanus parabactrianus
Tabanus parabactrianus är en tvåvingeart som beskrevs av Liu 1960. Tabanus parabactrianus ingår i släktet Tabanus och familjen bromsar. Inga underarter finns listade i Catalogue of Life.